# Кристина Лотарингска
Кристина Лотарингска (на френски: Christine de Lorraine, на италиански: Cristina di Lorena; * 16 август 1565, Бар льо Дюк; † 19 декември 1636, Флоренция) е чрез женитба с Фердинандо I де Медичи велика херцогиня на Тоскана и управлява Великото херцогство от 1621 до 1628 г. заедно с нейната снаха Мария Магдалена Австрийска, докато нейният внук Фердинандо II Медичи е още непълнолетен.

## Произход
Дъщеря е на Карл III (1543 – 1608), херцог на Лотарингия, и Клод Валоа (1542 – 1575), втората дъщеря на френския крал Анри II и Катерина де Медичи. След смъртта на нейната майка през 1575 г. по време на тежко раждане, Кристина е възпитавана от нейната баба във френския двор в Париж.

## Биография
Кристина се омъжва на 8 декември 1588 г. за великия херцог на Тоскана Фердинандо I де Медичи (1549 – 1609). След смъртта му през 1609 г. тя има голямо влияние в страната, когато нейният болен син Козимо II де Медичи се възкачва на трона и не може да управлява сам. Козимо умира през 1621 г. и в завещанието си определя майка си заедно със съпругата си за регентки на малолетния си син Фердинандо II.
Кристина Лотарингска умира на 71 години на 19 декември 1636 г. във Вилата на Медичите в Кастело, Флоренция. През 1630 г. в завещанието си тя определя нейните спестявания да бъдат зестри на бедни момичета.
- Кристина от Лотарингия, портрет от 1588
- Сватбата на Кристина и Фердинандо I, от 1614
- Кристина Лотарингска като велика херцогиня на Тоскана, портрет от Тиберио Тити, 1600/1605

## Деца
Кристина Лотарингска и Фердинандо I де Медичи имат децата:
- Козимо II де Медичи (1590 – 1621), велик херцог на Тоскана, ∞ 1608 Мария Магдалена Австрийска
- Елеонора (1591 – 1617)
- Катерина (1593 – 1629), ∞ 1617 Фердинандо Гондзага, херцог на Мантуа
- Франческо (1594 – 1614)
- Карло (1596 – 1666), кардинал
- Филипо (1598 – 1602)
- Лоренцо (1599 – 1648)
- Мария Мадалена (1600 – 1633)
- Клавдия (1604 – 1648), ∞ 1. 1621 за Федерико Убалдо дела Ровере (1605 – 1623), херцог на Урбино от фамилията Дела Ровере, 2. 1626 за Леополд V, ерцхерцог на Предна Австрия